# Mario De Simoni
Mario De Simoni (Milano, 3 novembre 1887 – maggio 1967) è stato un calciatore italiano, di ruolo portiere.

## Carriera

I due capitani Freddi (A.M.C.) e De Simoni (U.S.M.) con l'arbitro Hugo Rietmann (1912).

Ha giocato la prima storica partita dell'Italia il 15 maggio 1910 all'Arena di Milano contro la Francia battuta per 6-2; vanta sette presenze in Nazionale tra il 1910 e il 1914, tra cui tutte e sei le prime partite dell'Italia.
Giocava nell'Unione Sportiva Milanese. Dopo aver smesso di giocare ebbe brevi esperienze come allenatore del Derthona e del Fanfulla prima di dedicarsi completamente al suo negozio laboratorio di articoli sportivi a Milano. Nel 1921 ha scritto il libro Manuale Pratico per il gioco del calcio (Corticelli editore).
Per la sua abilità, dai tifosi del tempo venne definito "Mago del goal".

## Statistiche

### Cronologia completa delle presenze in nazionale
| Cronologia completa delle presenze e delle reti in nazionale ― Italia | Cronologia completa delle presenze e delle reti in nazionale ― Italia | Cronologia completa delle presenze e delle reti in nazionale ― Italia | Cronologia completa delle presenze e delle reti in nazionale ― Italia | Cronologia completa delle presenze e delle reti in nazionale ― Italia | Cronologia completa delle presenze e delle reti in nazionale ― Italia | Cronologia completa delle presenze e delle reti in nazionale ― Italia | Cronologia completa delle presenze e delle reti in nazionale ― Italia |
| Data                                                                  | Città                                                                 | In casa                                                               | Risultato                                                             | Ospiti                                                                | Competizione                                                          | Reti                                                                  | Note                                                                  |
| --------------------------------------------------------------------- | --------------------------------------------------------------------- | --------------------------------------------------------------------- | --------------------------------------------------------------------- | --------------------------------------------------------------------- | --------------------------------------------------------------------- | --------------------------------------------------------------------- | --------------------------------------------------------------------- |
| 15-5-1910                                                             | Milano                                                                | Italia                                                                | 6 – 2                                                                 | Francia                                                               | Amichevole                                                            | -2                                                                    |                                                                       |
| 26-6-1910                                                             | Budapest                                                              | Ungheria                                                              | 6 – 1                                                                 | Italia                                                                | Amichevole                                                            | -6                                                                    |                                                                       |
| 6-1-1911                                                              | Milano                                                                | Italia                                                                | 0 – 1                                                                 | Ungheria                                                              | Amichevole                                                            | -1                                                                    |                                                                       |
| 9-4-1911                                                              | Parigi                                                                | Francia                                                               | 2 – 2                                                                 | Italia                                                                | Amichevole                                                            | -2                                                                    |                                                                       |
| 7-5-1911                                                              | Milano                                                                | Italia                                                                | 2 – 2                                                                 | Svizzera                                                              | Amichevole                                                            | -2                                                                    |                                                                       |
| 21-5-1911                                                             | La Chaux-de-Fonds                                                     | Svizzera                                                              | 3 – 0                                                                 | Italia                                                                | Amichevole                                                            | -3                                                                    |                                                                       |
| 11-1-1914                                                             | Milano                                                                | Italia                                                                | 0 – 0                                                                 | Austria                                                               | Amichevole                                                            | -                                                                     |                                                                       |
| Totale                                                                |                                                                       | Presenze                                                              | 7                                                                     |                                                                       | Reti                                                                  | -16                                                                   |                                                                       |